# Ель-Марса
Ель-Марса (араб. المرسى, за часів французької окупації Жан Бар) —  місто на півночі Алжиру, розташоване в окрузі Дар-ель-Беіда, столичного вілаєту Алжир. Населення міста  становить 12 100 осіб.
Муніципалітет Ель-Марса розташовано в східній верхівці Алжирської затоки. Він утворює з містом Таменфуст однойменний муніципалітет і є його головним містом.

## Географія

### Топонім
Під час французької колонізації місто Ель-Марса отримало назву Жан Бар на честь французького адмірала Жана Бара.

### Розташування
Ель-Марса знаходиться в 25 км на схід від Алжиру .

## Історія
4 століття до н.е., фінікійці заснували на цій землі поселення «Rusguniae» на території сучасного Таментфуста, а на іншому кінці бухти - Ікозіум (сучасне місто Алжир).
З 33 р. до н.е. до 27 р. до н.е., римський імператор Август оселився там і зробив його римською колонією.
В 253 році місто атакують пірати, які його грабують.
В IV столітті візантійці збудували християнську базиліку, яка стала центром єпископства.
В 1540 році Карл V ввійшов у Таменфуст перед тим, як повторно взятися за посадку після своєї невдачі у спробі захопити Алжир.
1661 рік, будівництво турецького форту під час правління Ісмаїла-паші.
1892 рік, створення поселення Жана Бара залежного від комуни Айн-Тая.
1897 рік, створення рибальського селища Ла-Перуза, все ще залежне від комуни Айн-Тая.
1920 рік, створення окремої від Айн-Таі комуни Кап-Матіфу.
1963 рік, місто приєднано до Айн-Таі .
1984 рік, муніципалітети Ель-Марса та Бордж-Ель-Бахрі створені з колишньої території муніципалітету Кап-Матіфу, вони стали частиною новоствореного вілаєту Бумердес .
У 1997 році, коли було створено губернаторство Великий Алжир, громада була відокремлена від вілаєту Бумердес, щоб знову приєднатися до Алжиру .

## Інфраструктура

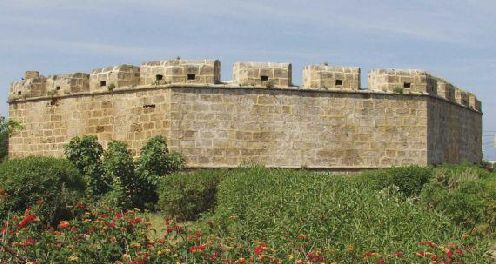
Форт Таменфуст

### Освіта
- Національна школа управління та управління здоров’ям (ENMAS).
- Академія військово-морського флоту, школа військово-морських сил (EFN).
- Центр професійного формування
- Національна школа вітрильного спорту
- Різні школи дайвінгу

## Культура

### Фортеці
- Форт Таменфуст – турецька фортеця побудована в 1661 році, під час правління Ісмаїла-паші. Розташована в селищі Таменфуст. На території форту діє музей.

### Парки
- Парк Русгіна – скелистий берег моря, обладнаний для відпочинку.

### Пляжі
- Пляж Ель-Марса

### Релігія
У місті знаходяться мечеті: Омар Ель-Елхетаб (вул. Туаті Моаме), Хей Ель-Махджер, Таменфуст (вул. Полковника Шорфі).

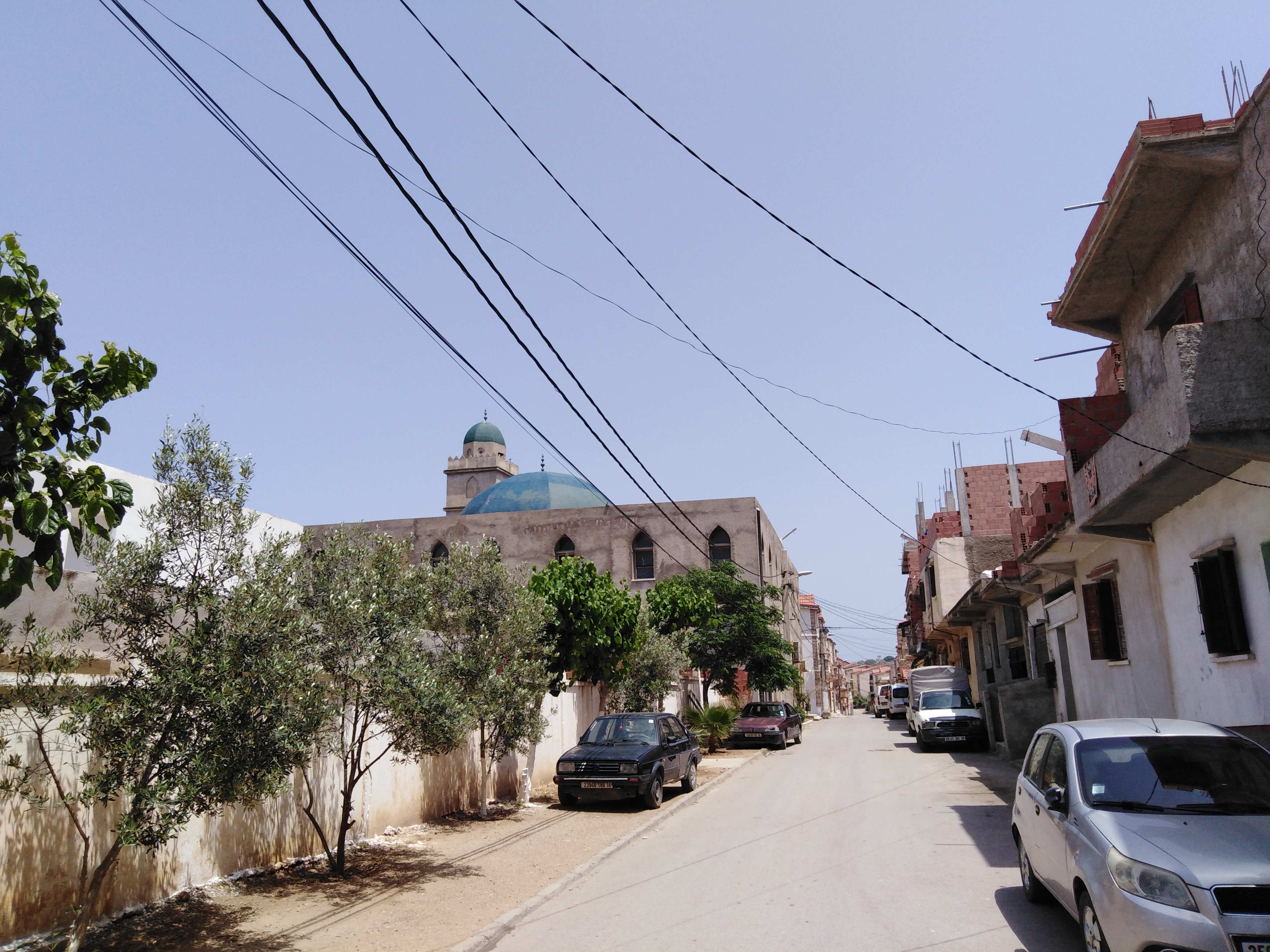
Мечеть Хей Ель-Махджер
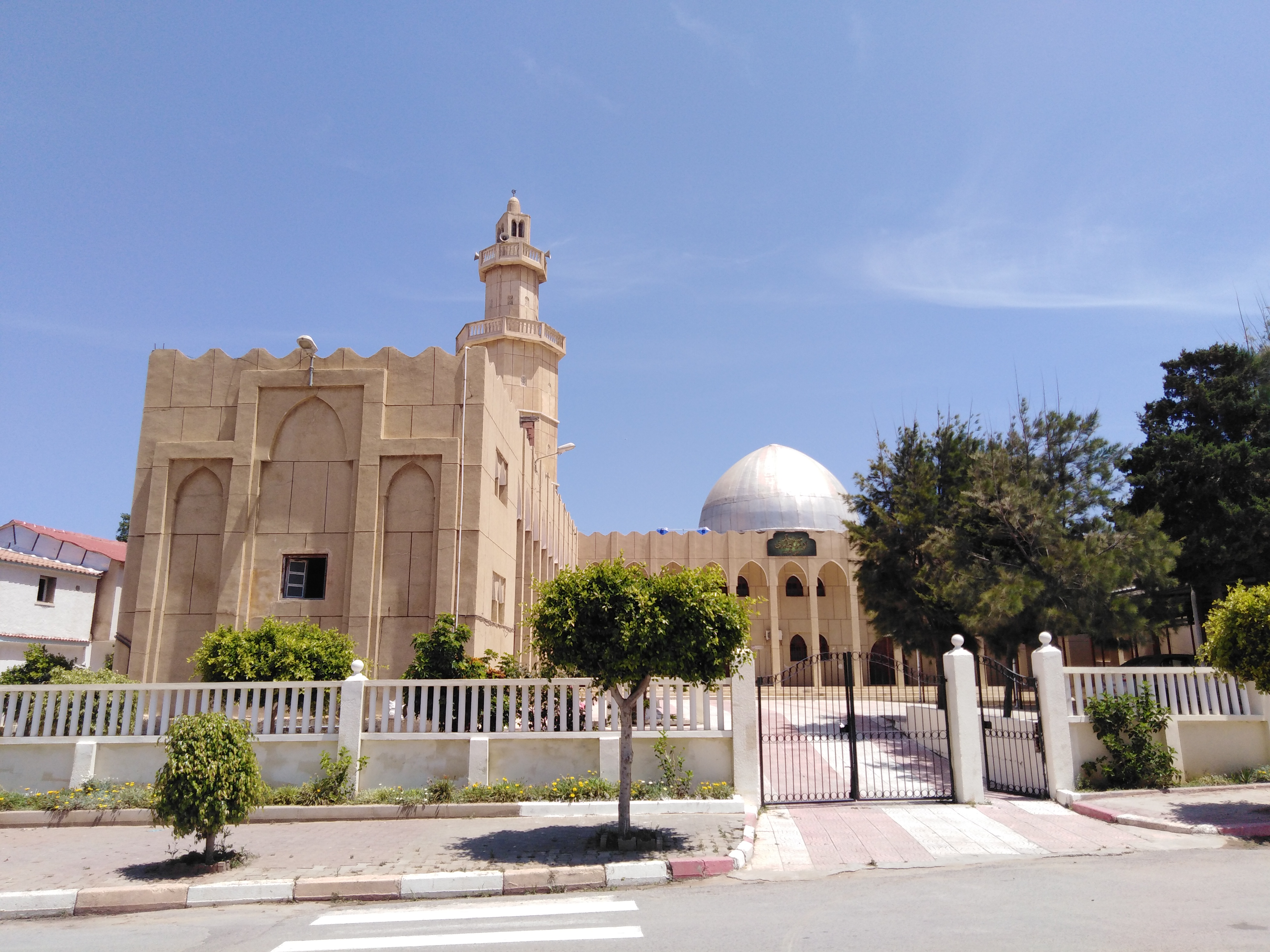
Мечеть Таменфуст